# Alexandre de Beauharnais

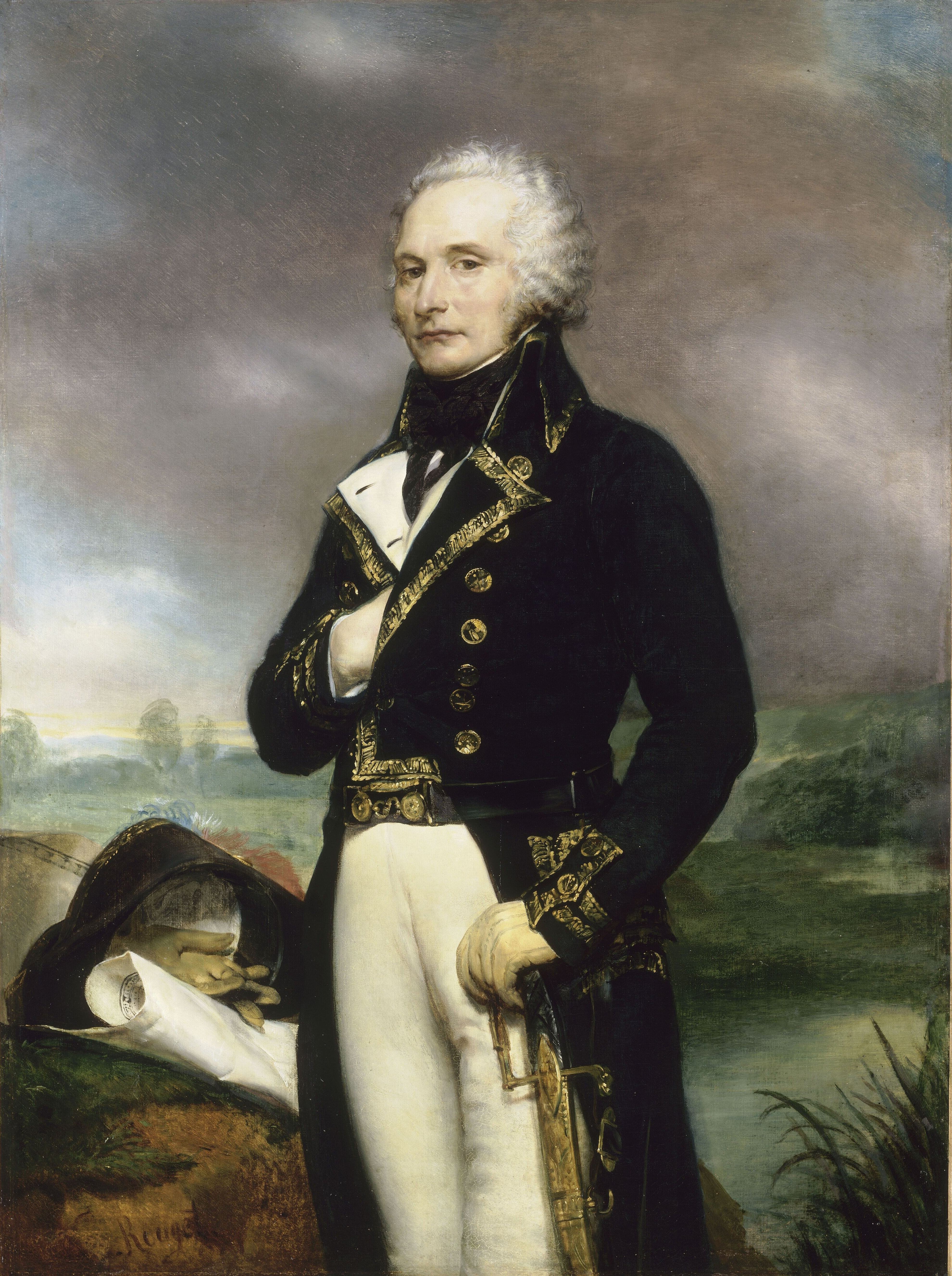
Alexandre de Beauharnais

Alexandre de Beauharnais, född 28 maj 1760 på Martinique, död 23 juli 1794 i Paris, general, vicomte och politiker, son till en tidigare guvernör på Martinique. Bror till François de Beauharnais, far till Eugène de Beauharnais. Farfar till Josefina, drottning av Sverige och Norge och den andra Bernadottedrottningen i ordningen.
Han gifte sig 1779 med Joséphine Tascher de la Pagerie (senare omgift med Napoleon I och känd under namnet Joséphine de Beauharnais).
Han kämpade i nordamerikanska frihetskriget. Han var liksom sin bror adelsdeputerad i nationalförsamlingen men gjorde sig i motsats till denne känd för sitt revolutionsvänliga tankesätt. Under en tid fungerade han även som församlingens president, bland annat vid tiden för kungaparets flykt till Varennes-en-Argonne. 
Efter nationalförsamlingens upplösning tjänstgjorde de Beauharnais vid fronten och blev 1793 överbefälhavare i Rhenarmén, men på grund av sin obeslutsamhet, som ledde till Mainz' kapitulation, arresterades han, dömdes till döden och avrättades med giljotin den 23 juli 1794.